# Saddam Hoessein (South Park)
Saddam Hoessein is een personage uit de tekenfilmserie South Park en de avondvullende film South Park: Bigger, Longer & Uncut.
Het personage Saddam Hoessein, gebaseerd op de voormalig leider van Irak, is een homoseksuele man die na zijn overlijden in de hel is beland. Hij werd op aarde aangevallen door een groep wilde zwijnen.
Hij poogt telkenmale Satan over te halen om seks met hem te hebben maar daardoor raakt de laatste geïrriteerd wat tot dramatische verwikkelingen leidt. Uiteindelijk geeft Satan toe aan de wens van Hoessein en krijgen ze een seksuele relatie. Hierna doet hij een poging om met behulp van Satan de wereld over te nemen tijdens de oorlog tussen Amerika en Canada en wordt hierbij voor de tweede maal gedood door Eric Cartman.
In de tekenfilmserie komt het personage een enkele maal voor als bijfiguur, bijvoorbeeld in de aflevering A Ladder to Heaven. Het personage wordt geportretteerd als een mannetje met een grijs uniform en een Canadees hoofd (een hoofd dat in twee helften splitst als de mond geopend is).